# New (album Paul McCartney)
| Recensione          | Giudizio |
| ------------------- | -------- |
| AllMusic            |          |
| The Daily Telegraph |          |
| Pitchfork           |          |
| PopMatters          |          |
| Daily Mail          |          |
| The Guardian        |          |
| Rolling Stone       |          |
| la Repubblica       |          |
| Ondarock            |          |
| Clash               |          |
| Spaziorock          |          |
| Uncut               |          |

New è un album discografico del musicista britannico Paul McCartney, pubblicato l'11 ottobre 2013 in Germania ed Australia, il 14 ottobre in Gran Bretagna, e il 15 negli Stati Uniti. Si tratta del primo album di inediti sin da Memory Almost Full del 2007.

## Il disco
L'album è stato prodotto con l'ausilio di quattro produttori discografici diversi: Giles Martin (figlio di George Martin, storico produttore dei Beatles), Mark Ronson, Ethan Johns e Paul Epworth. McCartney ha affermato che il disco è stato ispirato da avvenimenti recenti accaduti nella sua vita privata e da ricordi della sua giovinezza prima dei Beatles. Egli aggiunse inoltre che alcuni degli arrangiamenti presenti nel nuovo album si discostano dalle sue consuete produzioni rock, e che si è avvalso appositamente di produttori giovani per supervisionare il disco in modo da tenere aggiornato il proprio "sound". McCartney e la sua band si sono esibiti in numerose occasioni per promuovere il disco in uscita, apparendo nel corso di eventi speciali e sui mass media, compreso un improvvisato concerto a sorpresa nella centralissima Times Square a Manhattan.
Il primo singolo New e l'album sono stati accolti favorevolmente dalla critica di settore. La canzone divenne "disco della settimana" di BBC Radio 2. Successivamente l'album debuttò direttamente al terzo posto in classifica in Gran Bretagna.

### Registrazione
McCartney aveva inizialmente avuto l'idea di reclutare quattro dei suoi produttori discografici preferiti per poi sceglierne uno ed affidargli la produzione del suo nuovo disco. Però alla fine decise di incidere con tutti e quattro i produttori: Mark Ronson, Ethan Johns, Paul Epworth e Giles Martin. Martin produsse la maggior parte della tracce figurando come produttore esecutivo dell'album. Le sedute di registrazione ebbero luogo in diversi studi: Henson Recording Studios di Los Angeles; Avatar Studios di New York; Abbey Road Studios, Air Studios e Wolf Tone Studios di Londra; ed infine nello studio The Mill situato nell'East Sussex.

### Composizione
Nel presentare il lavoro, McCartney annunciò che il suo nuovo album sarebbe stato "molto vario": «Ho lavorato con quattro produttori e ognuno di loro ha portato qualcosa di differente. Le canzoni prodotte da Paul Epworth "non sono state scritte" ma improvvisate. La title track, New, è una "canzone d'amore ma dice anche: "non guardare me perché io non ho nessuna risposta da darti". Dice: "non so cosa sta succedendo, non so come tutto ciò stia accadendo, ma è un bene ed io ti amo"».
Altre tracce sul disco sono autobiografiche: On My Way to Work fu scritta ricordando il periodo prima della celebrità con i Beatles, quando Paul lavorava come fattorino per la Speedy Prompt Delivery a Liverpool. In modo simile McCartney compose Early Days, rimembrando i vecchi tempi a Liverpool trascorsi da ragazzo con John Lennon: «Iniziai a figurarmi in mente immagini di noi due dentro il negozio di dischi intenti ad ascoltare i primi dischi di rock and roll guardando i poster e la gioia che mi procurava ricordare tutti questi momenti». Per il refrain di Queenie Eye Paul si ispirò inoltre a un gioco per bambini al quale aveva giocato nell'infanzia a Liverpool.
Infine Paul ha rivelato di come l'album sia stato influenzato anche dal suo recente matrimonio con la nuova compagna Nancy Shevell: «Questo è un periodo felice della mia vita, avendo una nuova donna... hai nuove canzoni quando hai una nuova donna!». Egli definì New un disco pieno di gioia, ma con un sottofondo malinconico di "dolore tramutato in risate". McCartney scrisse Everybody Out There specificatamente in modo da "far cantare il pubblico insieme a lui" e disse di ritenersi particolarmente soddisfatto di Early Days e della traccia fantasma Scared.

### Copertina
L'album è uscito in due edizioni diverse con due copertine differenti: la versione standard ha delle luci al neon di colore arancione tendente al rosa, mentre invece l'edizione deluxe le ha di colore blu tendente al viola.

## Tracce
1. Save Us - 2:39
2. Alligator - 3:27
3. On My Way to Work - 3:43
4. Queenie Eye - 3:47
5. Early Days - 4:07
6. New - 2:56
7. Appreciate - 4:28
8. Everybody Out There - 3:21
9. Hosanna - 3:29
10. I Can Bet - 3:21
11. Looking at Her - 3:05
12. Road - 7:39 (include Scared come traccia nascosta)

### Bonus tracks Deluxe Edition
1. Turned Out - 2:59
2. Get Me Out of Here (include Scared come traccia nascosta) - 6:15

### Bonus track edizione giapponese
1. Struggle (include Scared come traccia nascosta) - 7:58

## Formazione
- Paul McCartney - voce, basso, chitarra, pianoforte, tastiera, batteria, glockenspiel, percussioni, sintetizzatore, mellotron, tamburello, armonium, congas, maracas, bouzouki
- Richard Pyrce - basso (tracce 3, 8)
- Steve McManus - basso (tracce 3, 8)
- Paul Epworth - batteria (tracce 1, 4, 12)
- Abe Laboriel Jr. - batteria (tracce 2, 6, 7, 8), cori (tracce 5, 6, 7)
- Ethan Johns - batteria, percussioni (traccia 5)
- Brian Ray - chitarra (tracce 2-3, 6-8), cori (tracce 6-7), dulcimer (traccia 5), chitarra baritona (traccia 6)
- Rusty Anderson - chitarra (tracce 2-3, 5-8, 10-11), cori (tracce 6-7), bouzouki (tracce 6-7)
- Paul Wickens - tastiera (traccia 2), pianoforte (traccia 3), chitarra (traccia 3), fisarmonica (traccia 3)
- Peter Lale - viola (tracce 3, 8)
- Rachel Robson - viola (tracce 3, 8)
- Cathy Thompson - violino (tracce 3, 8)
- Laura Melhuish - violino (tracce 3, 8)
- Nina Foster - violino (tracce 3, 8)
- Patrick Kiernan - violino (tracce 3, 8)
- Caroline Dale - violoncello (tracce 3, 8)
- Chris Worsey - violoncello (tracce 3, 8)
- Katherine Jenkinson - violoncello (tracce 3, 8)
- Steve Sidwell - tromba (traccia 6)
- Jamie Talbot - sassofono tenore (traccia 6)
- Dave Bishop - sassofono baritono (traccia 6)
- Anna Noakes - flauto (traccia 8)
- Eliza Marshall - flauto (traccia 8)